# Nebelhorn (Allgäuer Alpen)
Das Nebelhorn ist ein 2224 m ü. NHN hoher Nebengipfel des Westlichen Wengenkopfs in der Daumengruppe der Allgäuer Alpen. Es ist von Oberstdorf aus mit einer Seilbahn, der Nebelhornbahn, zu erreichen. Der Gipfelbereich des Nebelhorns bietet die Einstiegsmöglichkeit zum Hindelanger Klettersteig.

## Lage und Umgebung
Das Nebelhorn erhebt sich in einem Bergkamm, der vom Geißfuß (1981 m ü. NHN) in nordöstlicher Richtung über die Wengenköpfe zum Großen (2280 m ü. NHN) und Kleinen Daumen (2197 m ü. NHN) verläuft. Dabei liegt das Nebelhorn zwischen Geißfuß und dem Westlichen Wengenkopf.

## Geologie
Das Nebelhorn verdankt seine besondere Prägung der Lage an der Grenze zwischen Nördlichen Kalkalpen und vorgelagerten Flyschbergen: Der Gipfel ist aus dem Hauptdolomit der Kalkalpen aufgebaut, der Unterhang aus Flysch.

## Namensherkunft
Erstmals erwähnt wurde das Nebelhorn 1811 in einem Steuerkataster des Steuerdistrikts Oberstdorf. 1819 folgte die Erwähnung im Uraufnahmeblatt der bayerischen Landesvermessung, beide Male als Nebelhorn. Namensgebend ist die Ansicht des Gipfels aus dem oberen Illertal. Von hier könnte der Gipfel zur Vorhersage eines Wetterumschwungs genutzt worden sein, wenn er in Nebel gehüllt war.

## Das Edmund-Probst-Haus
Am 25. Mai 1890 weihte der Deutsche und Österreichische Alpenverein (DuOeAV) eine Berghütte als Nebelhornhaus ein und benannte es später nach dem Sektionsvorstand Edmund Probst um. Die Berghütte steht in lawinensicherer Lage am Fuße des Gipfelaufschwungs und musste immer wieder vergrößert werden. Sie liegt 1927 m ü. NHN hoch und ist im Winter für Skifahrer und Schneeschuhgeher sowie im Sommer für Wanderer und Kletterer bewirtschaftet.

## Wintersport
Die Erstbegehung des Nebelhorns auf Skiern gelang im Januar 1901 dem Fotografen Fritz Heimhuber und dem Hofrat Max Madlener.
Im Winter ist das Skigebiet von Oberstdorf aus mit einer modernen Zweiseilumlaufbahn mit 10er-Kabinen erreichbar (Eröffnung 2021). Zum Gipfel führt eine Großkabinenbahn, und mit zwei Sesselliften und einem Schlepplift wird das Angebot komplettiert. Das Pistenangebot umfasst Pisten verschiedenster Schwierigkeitsgrade. Außerdem gibt es für Fußgänger den „Nordwandsteig“ um den Nebelhorn-Gipfel, die Winterwanderwege an der Station Höfatsblick und eine Rodelbahn von der Station Seealpe ins Tal.

## Barrierefreiheit
An der Station Höfatsblick sowie an der Gipfelstation befinden sich ein barrierefreies Restaurant und Behindertentoiletten. Im Kalenderjahr 2005 wurde an der Station Höfatsblick ein Panoramaweg für Rollstuhlfahrer und für Eltern mit Kinderwagen errichtet. Der 2016 eröffnete Nordwandsteig am Gipfel ist ebenfalls barrierefrei.

## Bilder

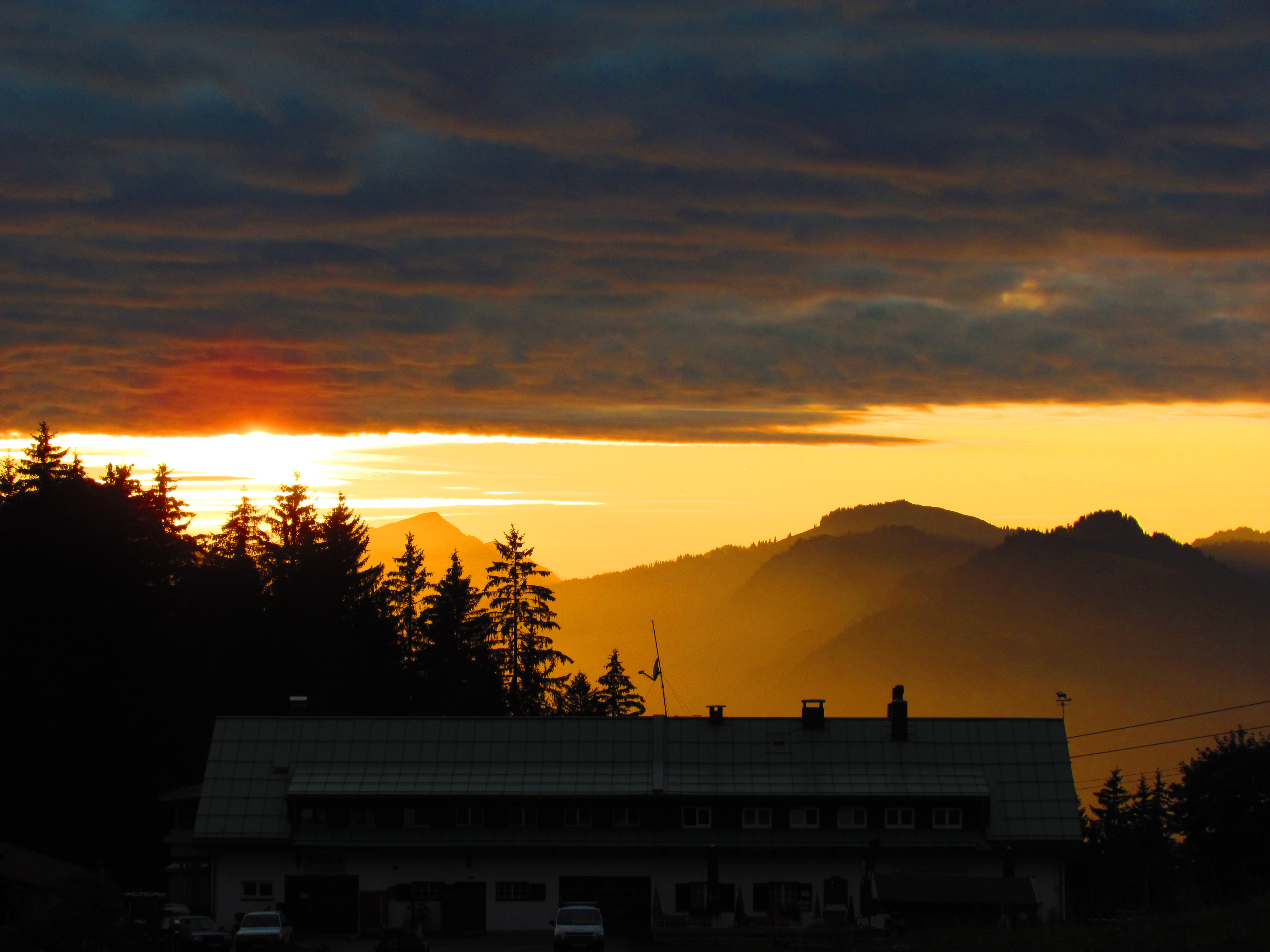
Abendsicht von der Mittelstation

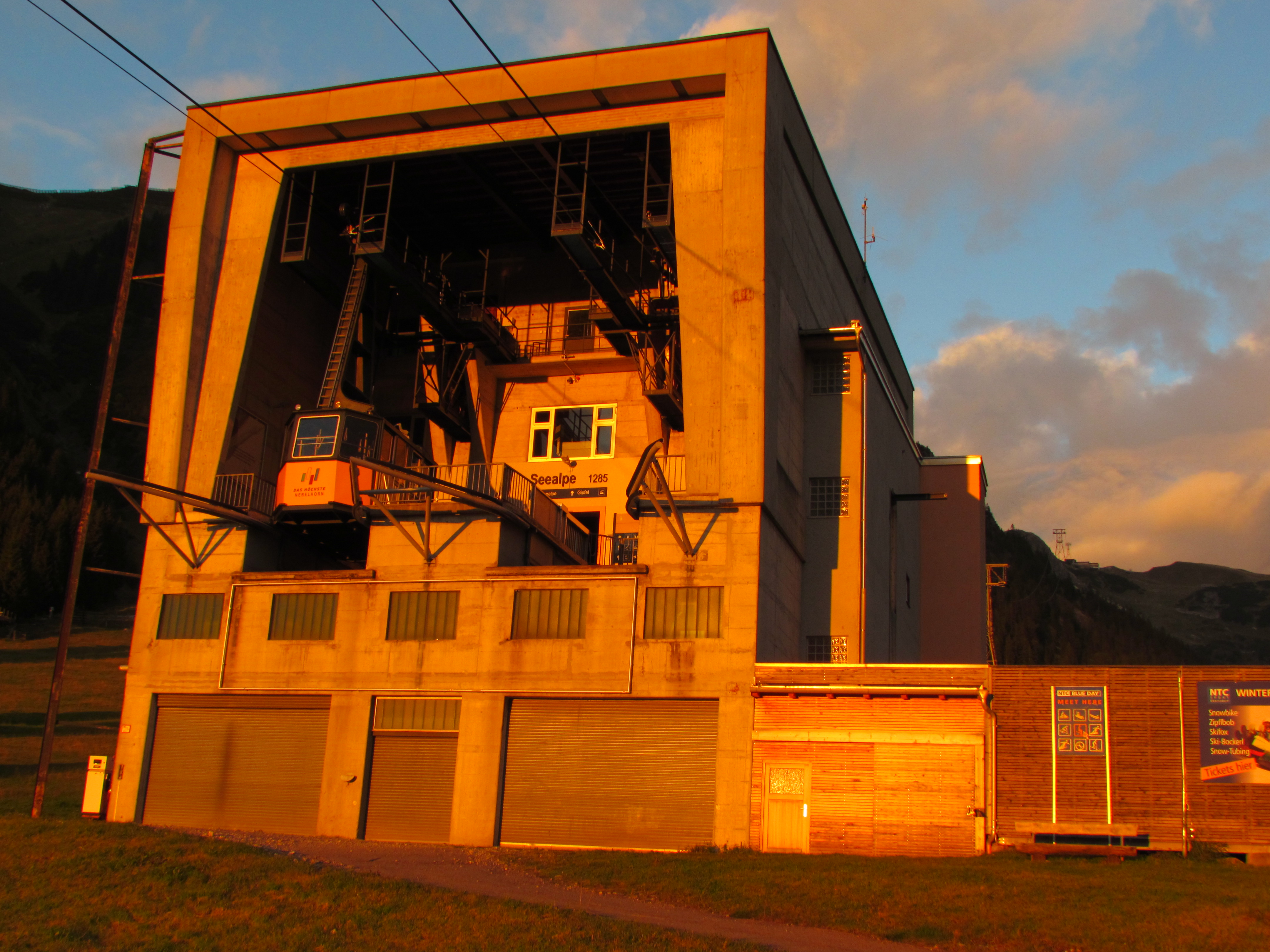
Die alte Mittelstation

Bildergalerie
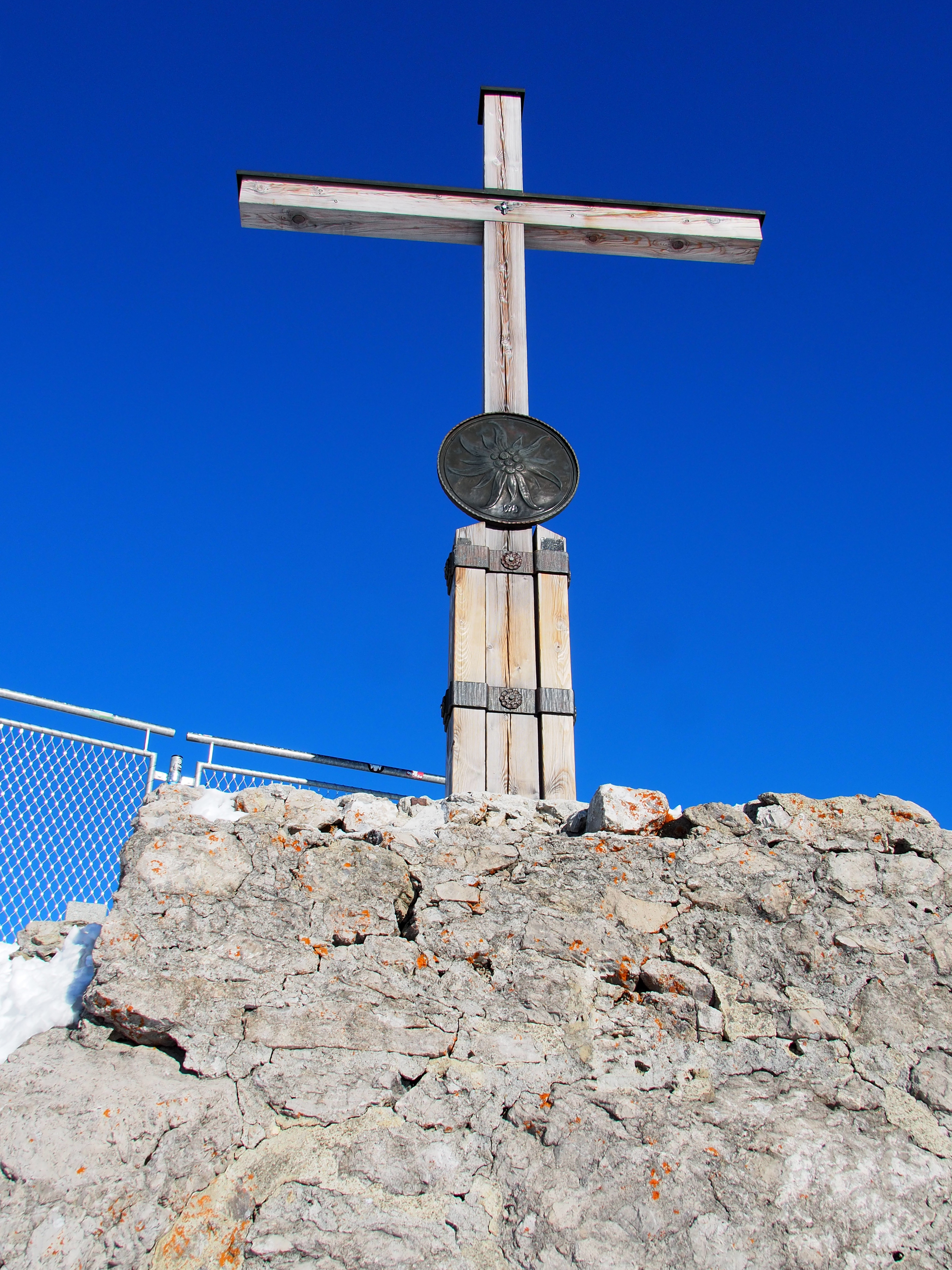
Gipfelkreuz
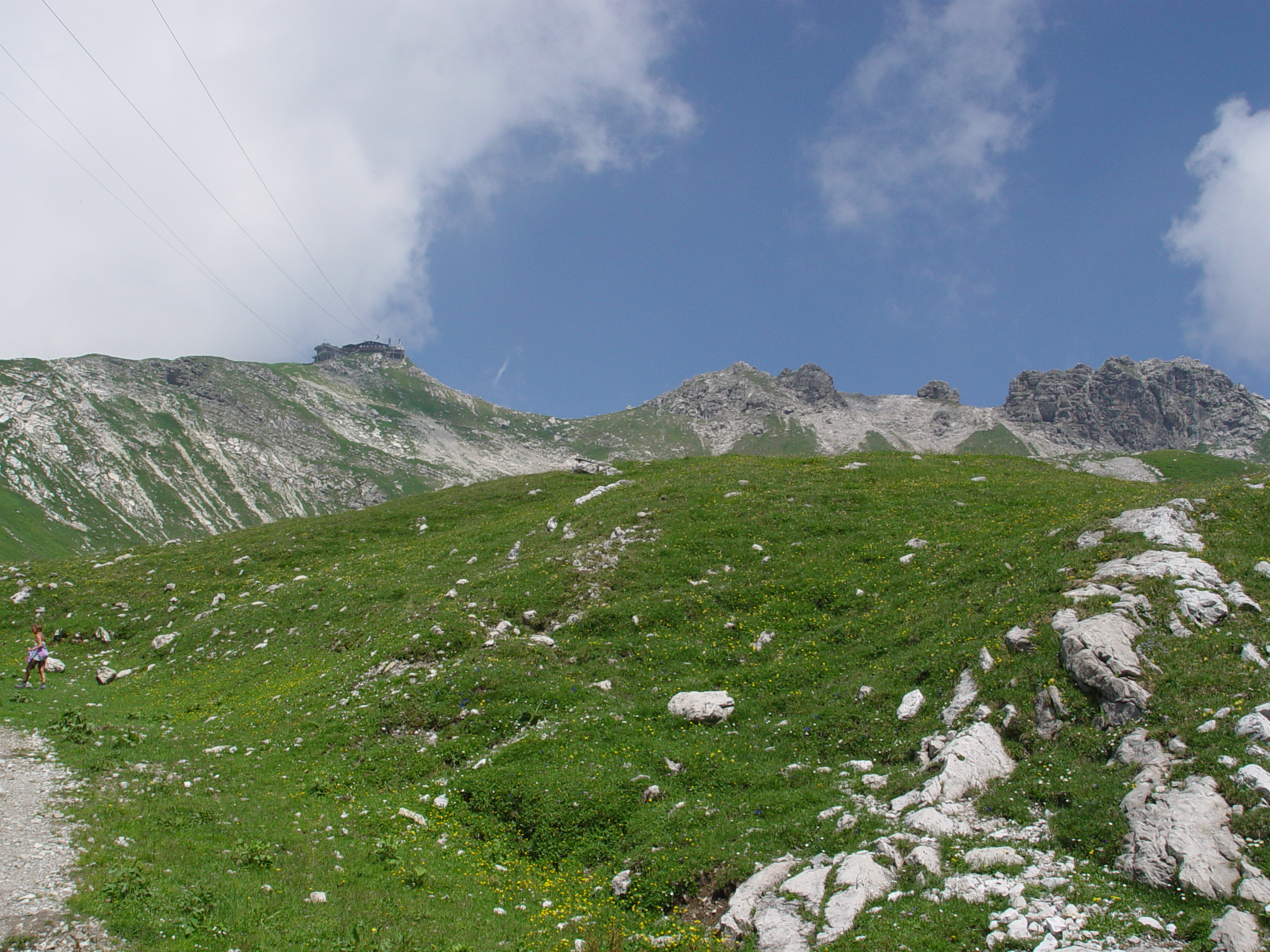
Blick vom Edmund-Probst-Haus auf das Nebelhorn
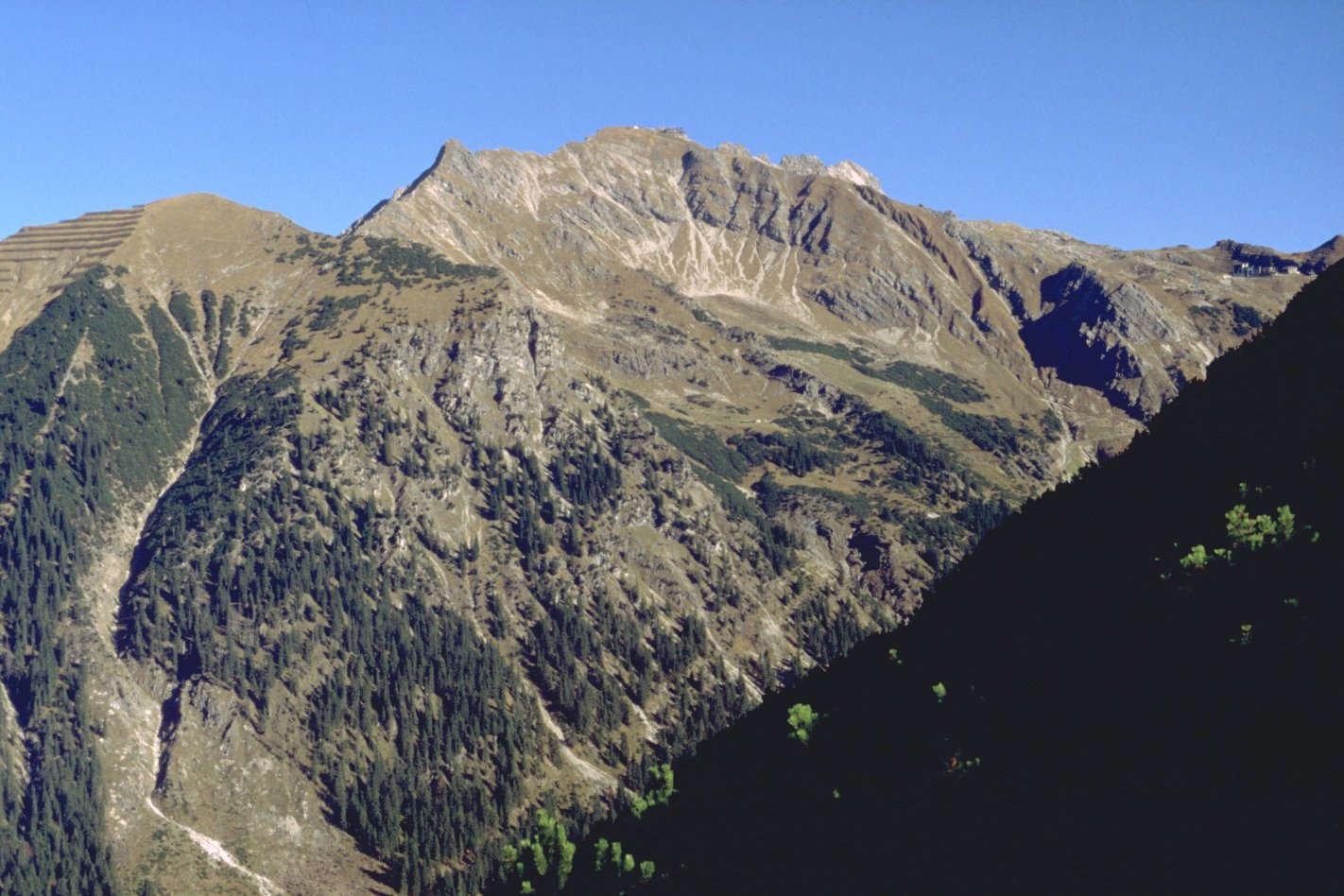
Nebelhorn in Bildmitte vom Schattenberg. Links der Geißfuß, dazwischen der Gundkopf.
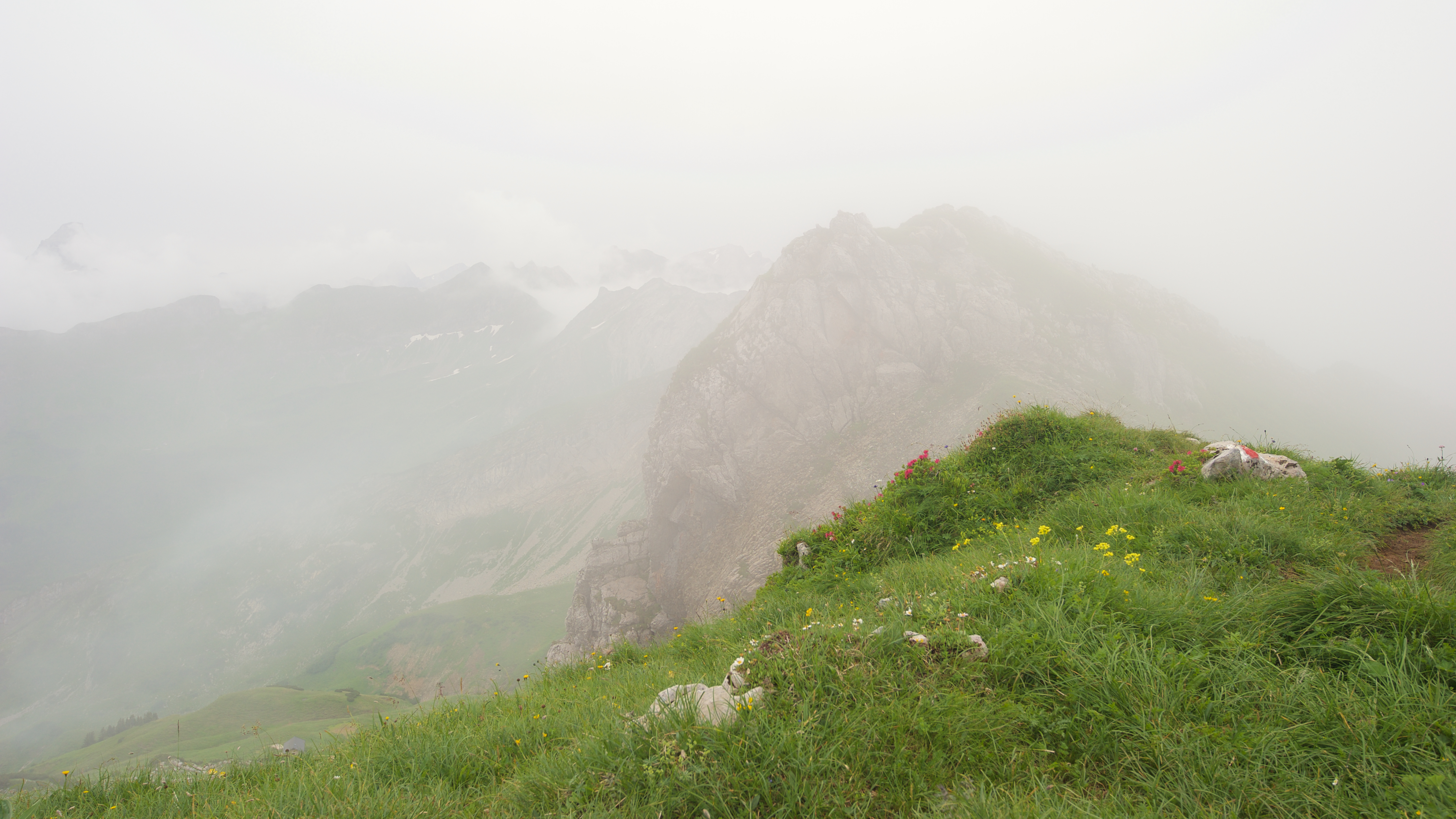
Aufkommender Nebel am Nebelhorn
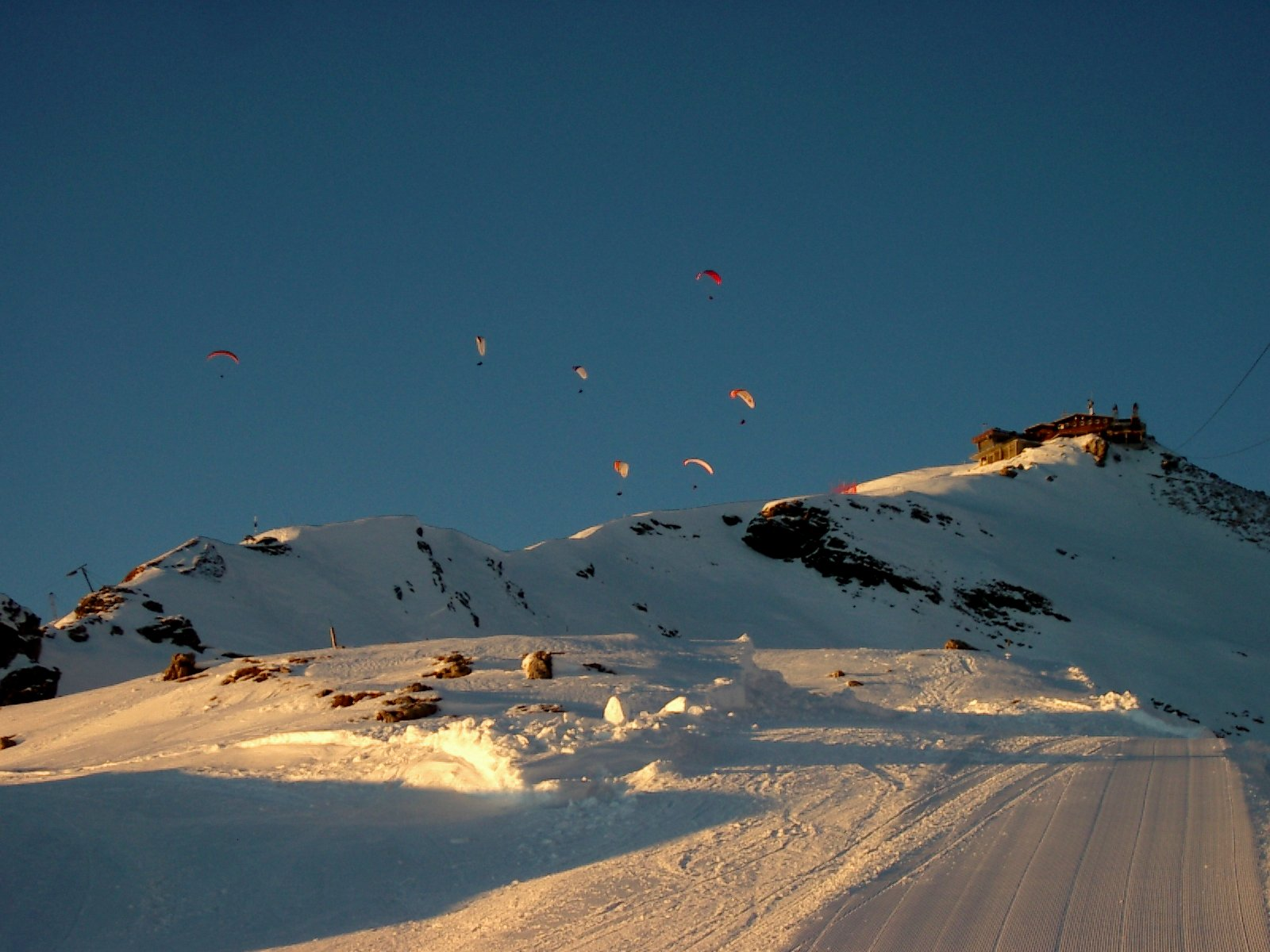
Gleitschirmflieger am Nebelhorn, Blick vom Panoramaweg (Winterroute)
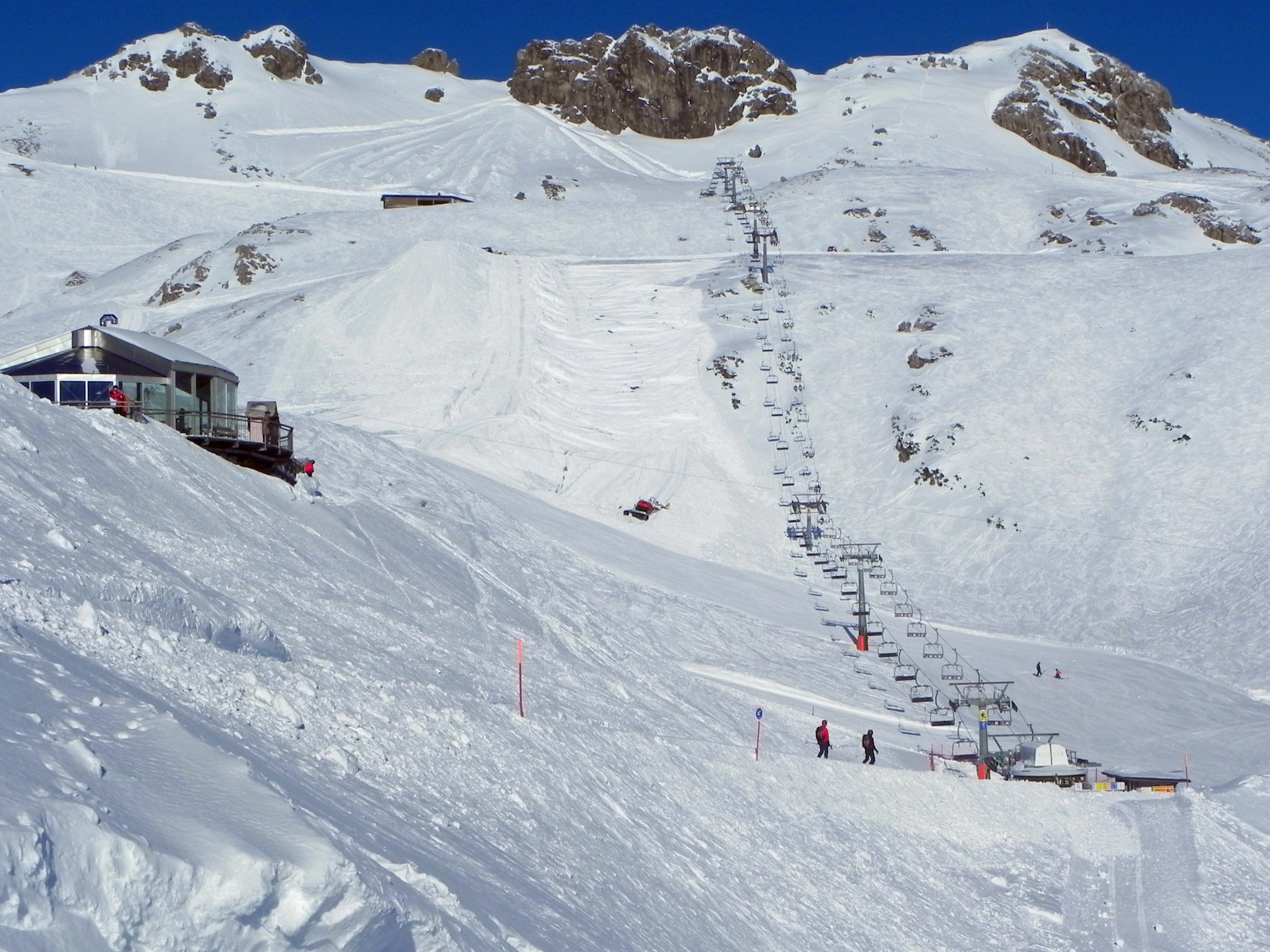
Seilbahnstation Höfatsblick und Sesselbahn zum Gipfel
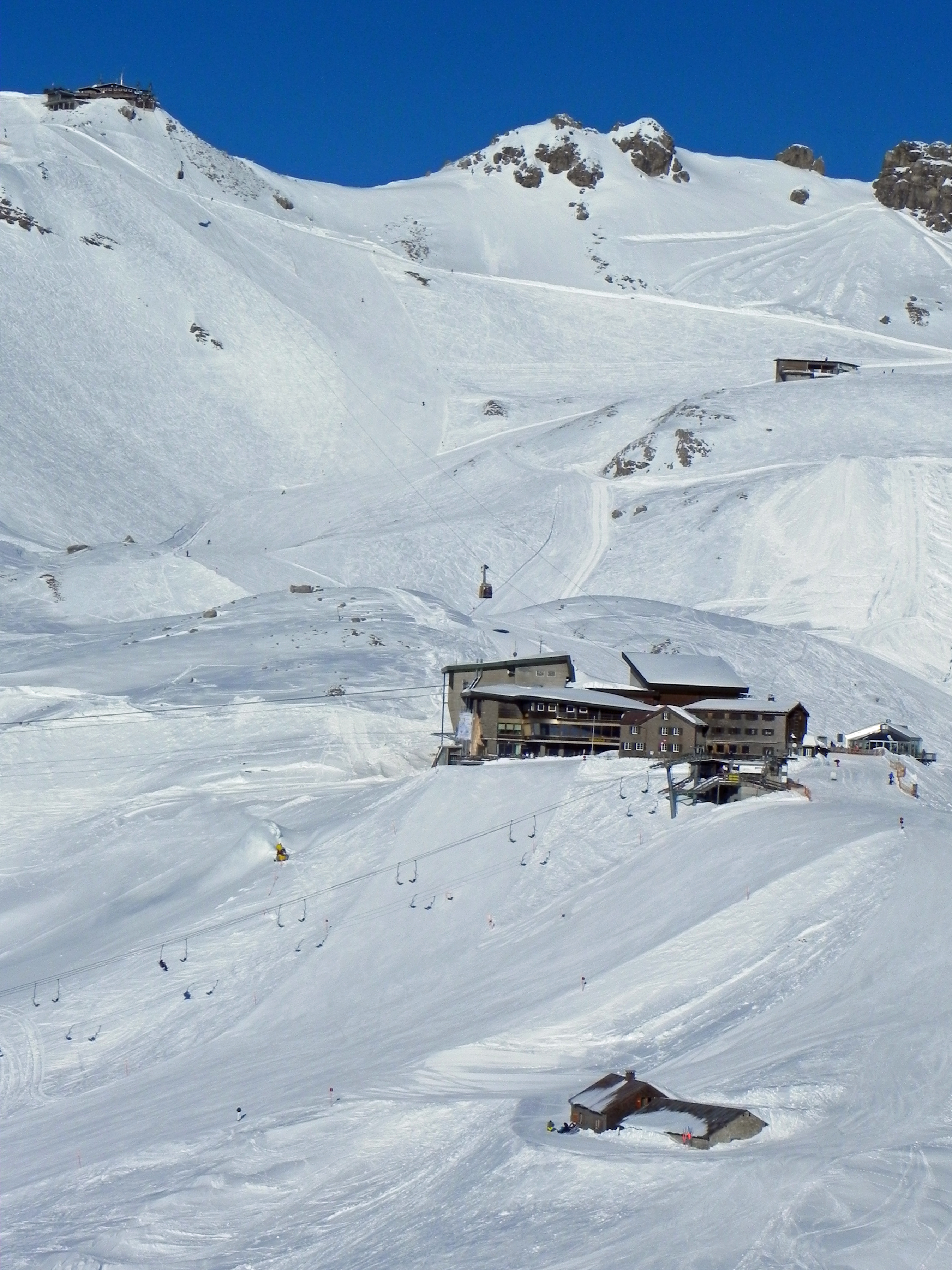
Seilbahnstation Höfatsblick und Gipfelstation
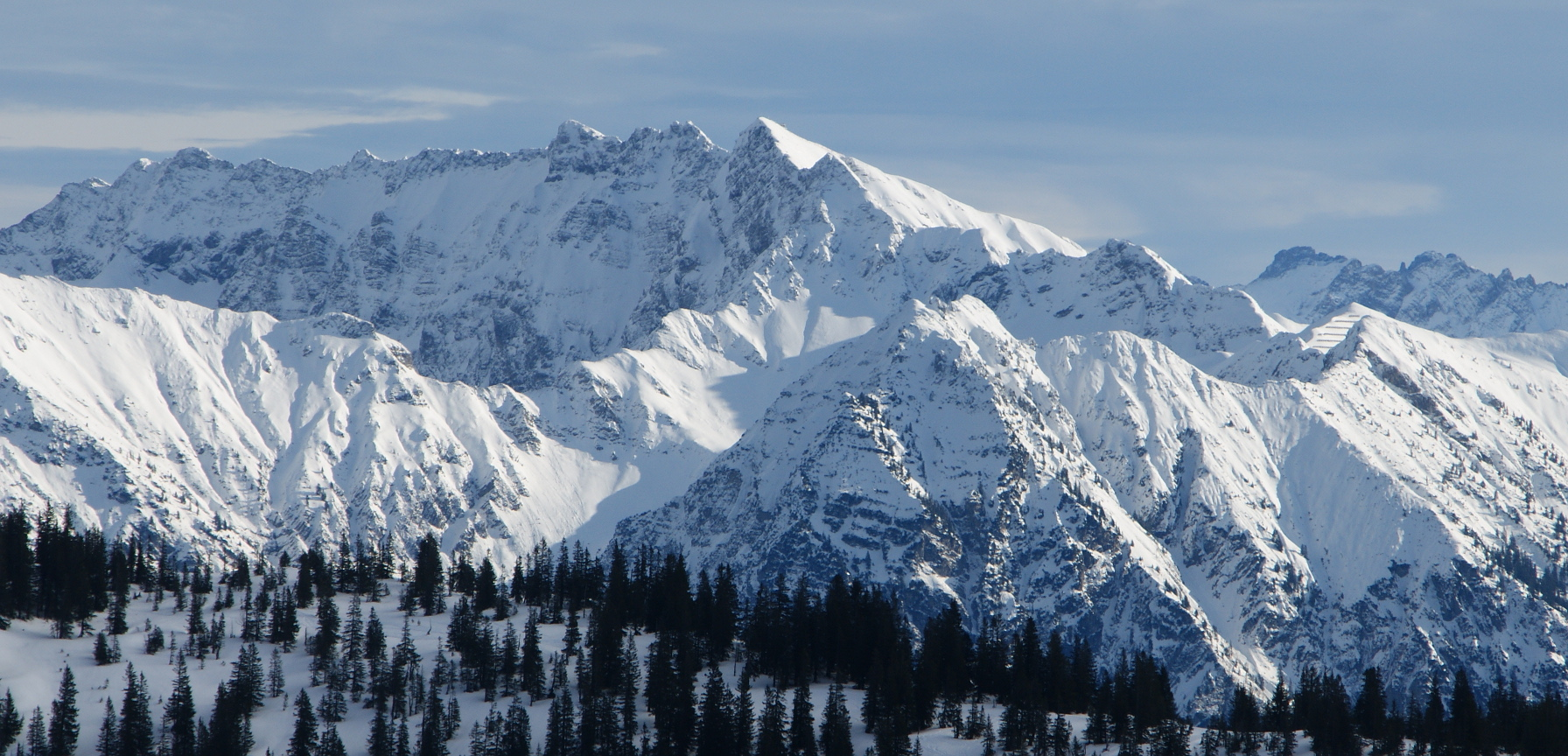
Nebelhorn und Rubihorn vom Riedberger Horn
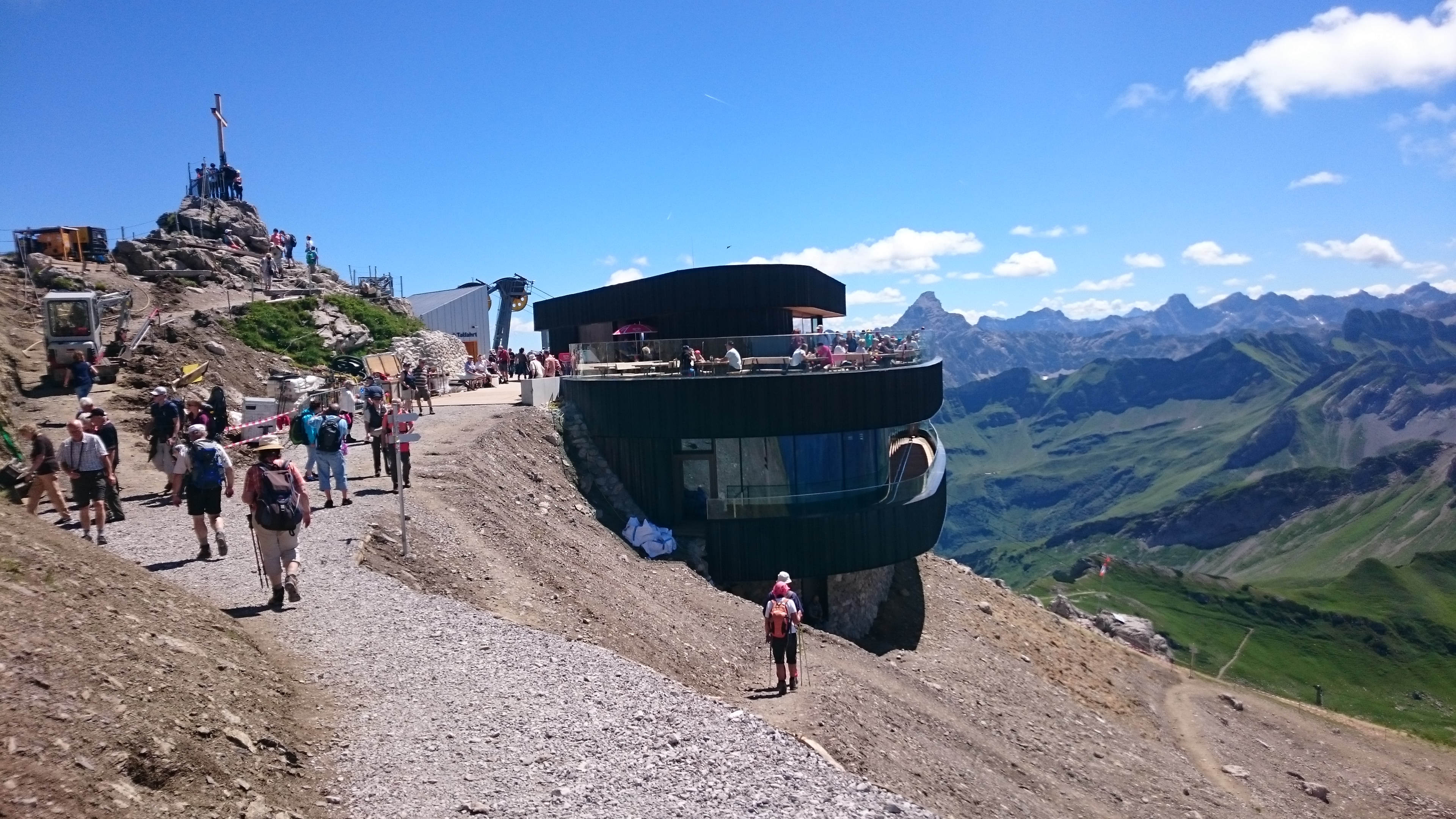
Neues Gipfelgebäude
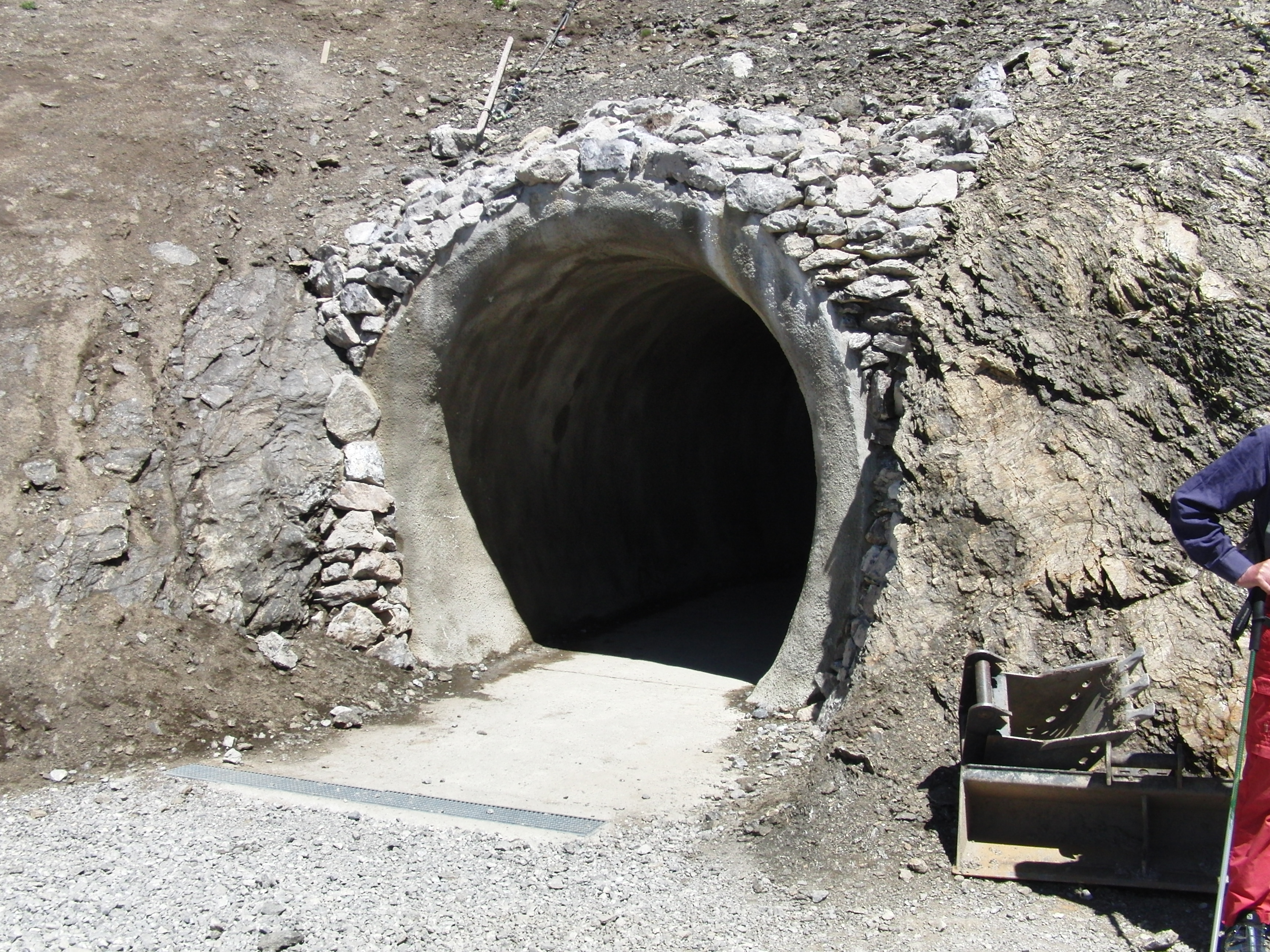
Zugang zum Nordwandsteig
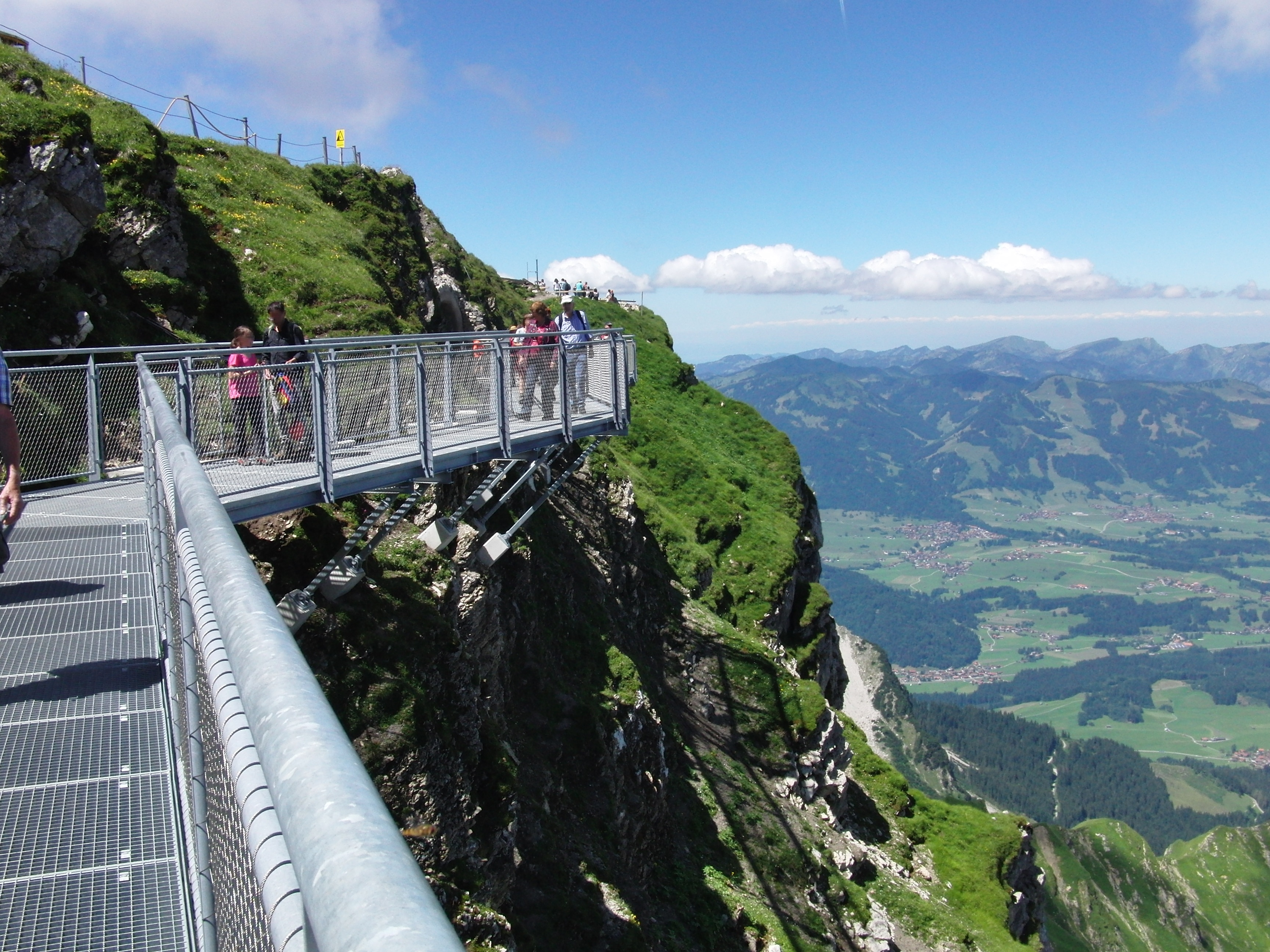
Nordwandsteig